# Daitya
I Daitya erano, nella mitologia induista, i figli di Diti e del saggio Kaśyapa. Erano una razza di giganti che combatté contro gli dèi Deva loro fratellastri. Alcuni di loro erano Bali, Hiranyakashipu e Hiranyaksha. Sono chiamati anche Asura, ma questo nome è usato anche per i Danava.